# Село имени Фрунзе (Чуйская область)
Имени Фрунзе (кирг. Фрунзе) — село в Сокулукском районе Чуйской области Кыргызстана. Административный центр Фрунзенского айылного аймака.

## География
Село расположено в центральной части области, к северу от Большого Чуйского канала, на расстоянии приблизительно 9 километров (по прямой) к северо-востоку от села Сокулук, административного центра района. Абсолютная высота — 705 метров над уровнем моря.

## Население
Согласно оценочным данным Национального статистического комитета Кыргызской Республики, численность населения села на начало 2023 года составляла 4534 человека.
| год     | 2009 | 2014 | 2015 | 2020 | 2021 | 2023 |
| ------- | ---- | ---- | ---- | ---- | ---- | ---- |
| человек | 4418 | 3767 | 3902 | 4341 | 4502 | 4534 |